# Five Nights at Freddy's: Sister Location
Five Nights at Freddy's: Sister Location è un videogioco survival horror punta e clicca della serie Five Nights at Freddy's sviluppato e pubblicato da Scott Cawthon il 7 ottobre 2016 su Steam per Microsoft Windows. Un port del videogioco è stato pubblicato per Android e iOS rispettivamente il 22 dicembre 2016 e il 3 gennaio 2017. Nel corso 2020 la versione mobile di Five Nights at Freddy's: Sister Location è stata aggiornata per eguagliare quella su PC e un port del gioco è stato pubblicato su Xbox One, Nintendo Switch e PlayStation 4.
Sister Location si distanzia per meccaniche e trama dagli altri giochi della serie, offrendo la possibilità di spostarsi tra le stanze, ognuna con il proprio obiettivo diverso che il giocatore deve raggiungere. Il capitolo narra le vicende di Michael Afton, un impiegato della Circus Baby's Entertainment and Rental.
Il videogioco ha ricevuto reazioni miste da parte della critica, venendo elogiata l'aggiunta del doppiaggio, ma venendo criticate alcune meccaniche di gioco.

## Trama
Mike viene assunto dalla "Circus Baby's Entertainment and Rental", un magazzino sotterraneo della Afton Robotics, LLC che ospita gli animatroni della pizzeria "Circus Baby Pizza World". A guidarlo durante le sue mansioni notturne e incarichi da portare a termine vi è HandUnit, un'intelligenza artificiale tuttofare dei branchi di robotica e del sistema di riparazione dell'edificio. Tra una notte e l'altra, Mike guarda una sitcom a casa sua mentre mangia dei popcorn. Durante la prima notte tutto sembra andare per il verso giusto: controlla e, nel caso servisse, dà una scossa ai tre animatroni principali, Ballora, Funtime Foxy e Circus Baby. Durante la seconda notte vi è un malfunzionamento dell'energia elettrica e il protagonista finisce intrappolato nel Baby Circus Control. Lì Circus Baby avvisa Mike degli altri animatroni, insegnandoli come muoversi nella "Ballora Gallery". Michael riattiva l'energia manualmente e lascia l'edificio.
Al termine della terza notte, dopo che il protagonista ha riparato Funtime Freddy, viene aggredito nel Funtime Auditorium da Funtime Foxy. L'uomo, svenuto, si risveglia la notte successiva all'interno di un costume con serrature a scatto. Baby gli rivela di averlo "rapito", lo avvisa delle Minireena e gli dice come sopravvivere in una tuta del genere. La quinta e ultima notte, Mike vede due suoi colleghi impiccati al posto degli animatroni e viene incaricato da HandUnit di riparare Circus Baby.  In seguito Baby, tagliando le comunicazioni tra HandUnit ed il protagonista, guida quest'ultimo nel processo di recupero di un chip nel suo endoscheletro, per salvare, come afferma, "ciò che di buono è rimasto di lei".
Completando il minigioco segreto in stile Atari, si scoprirà che Circus Baby ha ucciso Elizabeth, la sorellina di Mike, la cui anima ora possiede l'animatrone.

### Finali
Il videogioco ha due finali. Se Mike segue le istruzioni di Baby, trova tutte le tute dei robot svuotate. Scopre infatti che gli endoscheletri di tutti gli animatroni si sono fusi in un unico corpo: Ennard; sventrando il corpo di Mike e nascondendosi al suo interno. Nel caso invece le ignorasse, Mike dovrà sopravvivere 6 ore nella Private Room senza far entrare Ennard nell'ufficio. Anche se riuscisse nell'intento, il videogioco si conclude con Ennard che segue Mike a casa sua.
Alla fine di ogni sfida della "Custom Night" viene mostrato il seguito del finale, mostrando il corpo di Mike sempre più decomposto. Al penultimo intermezzo, Mike cade a terra, ma sua sorella gli dice in ripetizione che "non morirà", alzandosi alla fine di nuovo. All'ultimo intermezzo viene mostrato il Fazbear's Fright in cui Mike ha un dialogo con suo padre, William Afton. Mike afferma di aver "rimesso a posto" sua sorella e che gli animatroni l'hanno incominciato ad attaccare scambiandolo per lui. Non avendo più altre opzioni, decide di venirlo a cercare. A quel punto, Springtrap fuoriesce dalla ceneri dell'attrazione.

## Modalità di gioco
Five Nights at Freddy's: Sister Location è un videogioco survival horror. Il giocatore controlla Mike, un impiegato della "Circus Baby's Entertainment and Rental", azienda che affitta animatroni, a cui sono state assegnate le ore notturne. Mike deve completare cinque turni, chiamate "notti", senza essere assalito dagli animatroni, che tenteranno di ucciderlo.
Nonostante presenti elementi punta e clicca, l'ambiente di gioco è molto più dinamico, permettendo lo spostamento in diverse stanze dell'edificio. Il giocatore userà dei condotti di aerazione per spostare da un luogo a un altro e riuscire a completare i vari compiti. Ogni notte viene conclusa dopo aver portato al termine il compito richiesto. Oltre a essere guidato dall'IA HandUnit, il giocatore avrà a disposizione diversi strumenti per navigare tra le stanze e fermare gli animatroni: per esempio, nella prima notte il giocatore sfrutta un pad di controllo elevato per illuminare le stanze e dare una scossa agli animatroni, o anche nella notte tre, in cui il giocatore usa un flash a intermittenza per percorrere il "Funtime Auditorium" ed evitare Funtime Foxy.
Come in tutti i capitoli della serie, se il giocatore non riesce a difendersi dall'animatrone, riceverà un jumpscare che risulterà in un game over, tuttavia spesso i robot non attaccano direttamente il giocatore, ma bensì solo se non completa il compito correttamente. Se il giocatore muore, c'è una piccola possibilità che venga trasportato in un minigioco a piattaforme in stile Atari dove controlla Circus Baby col compito di consegnare cupcake a tutti i bambini. Completando il minigioco in una certa maniera, sbloccherà il finale alternativo in cui il giocatore riprende le meccaniche del primo capitolo della serie, cercando di sopravvivere fino alle 6 di mattina sfruttando solo le telecamere e le porte con energia limitata. Completando tutte le cinque notti, verranno sbloccati diversi contenuti extra, inclusa la "Custom Night", in cui il giocatore può scegliere i nemici e la difficoltà, cercando di sopravvivere fino alle 6 del mattino.

## Personaggi
- Michael Afton: è il protagonista del gioco, è il figlio di William Afton e il tecnico che lavora al Circus Baby Pizza World. A causa di un errore di HandUnit, verrà chiamato "Eggs Benedict". Il suo corpo verrà rubato da Ennard nel finale vero, ma ne riprenderà il controllo circa una settimana più tardi dopo aver espulso l'animatrone, diventando così una sorta di morto vivente.[10] È doppiato da PJ Heywood.
- HandUnit: è un'intelligenza artificiale che introduce il protagonista al suo nuovo lavoro e che, nel corso delle notti, gli farà da guida per le mansioni che dovrà compiere e i luoghi e i modi con cui portare a termine gli incarichi. È caratterizzato da una peculiare ironia, con battute che talvolta sfociano nel nonsense o nell'umorismo nero. È doppiato da Andy Field.[17]
- William Afton: il padre di Michael, di Elizabeth e del bambino protagonista del quarto capitolo, nonché il direttore della Afton Robotics LLC, la società che produsse gli animatroni usati nella pizzeria Circus Baby's Pizza World. Era apparso già nel secondo capitolo nei panni del serial killer Purple Guy e nel terzo, nei panni di Springtrap.[18] In questo capitolo, la voce di William può essere ascoltata nell'introduzione del gioco. È doppiato da PJ Heywood.

### Animatroni
- Circus Baby: è l'animatrone principale del gioco. Appare come una grande bambina con capelli con i codini arancioni, occhi verdi ed il viso truccato come quello di un clown. Indossa un vestito, una gonna rossa, delle babucce e porta sempre un microfono tra le mani. Sa anche fare il gelato, accettare richieste di canzoni e gonfiare palloncini dalle dita. Pur essendo l'animatrone principale, non attaccherà mai il giocatore né comparirà mai fisicamente, tranne l'ultima notte, dando indicazioni da seguire. Come rivelato alla fine del suo minigioco, Circus Baby è stata progettata da William Afton con lo scopo di contare i bambini, attirarli in un momento propizio con del gelato e infine afferrarli con un gancio nel suo stomaco per poi ucciderli istantaneamente al suo interno; questi macabre aggiunte si sono però ritorte contro lo stesso Afton quando sua figlia Elizabeth è stata uccisa dal robot.[18] Dopo questo incidente, l'anima di Elizabeth è rimasta imprigionata all'interno di Baby.[10] Questo personaggio è presente anche nel romanzo The Fourth Closet. È doppiata da Heather Masters.[17][19]
- Bidybab: un paio di piccoli animatroni simili a dei bambolotti, alleati di Baby. Quando nella seconda notte HandUnit abbandona Michael a causa di un guasto elettrico e Baby gli suggerisce di nascondersi nel rifugio sotto la scrivania, questi tentano di raggiungerlo ed ucciderlo, cercando lentamente di aprire la porticina di metallo. Secondo la doppiatrice di Baby, Heather Masters, Baby è come una madre per i Bidybabs. Nella Custom Night appaiono una loro variante chiamate Electrobab.[20] Sono doppiati da Zehra Jane Naqvi.[17][21]
- Ballora: ha l'aspetto di una ballerina di danza classica coi capelli blu, sui quali porta un diadema di perle, dello stesso colore delle palpebre con lunghe ciglia, e guance e labbra rosa. Indossa un corpetto blu, come le scarpette da punta, un tutù viola e porta degli orecchini sferici gialli, che adornano anche il tutù.[18] Michael si ritroverà ad affrontare Ballora durante la seconda notte; egli infatti dovrà dirigersi nella sala controllo per ripristinare l'energia elettrica, passando per la Ballora Gallery. Avendo per tutto il tempo gli occhi chiusi, Ballora si affida all'udito per individuare il protagonista, quindi quest'ultimo dovrà attraversare la galleria a passo lento e cauto, fermandosi quando sente la melodia di un carillon per evitare di essere uditi e uccisi dall'animatrone. Durante la quarta notte Ballora viene inviata da alcuni tecnici nella Scooping Room e distrutta dallo Scooper.[20] Nei progetti dell'animatrone viene rivelato che Ballora era stata progettata per confondere e deviare i genitori in cerca dei propri figli, inoltre viene detto che questa funzionalità è a comando remoto. È doppiata da Michella Moss.[17][22]
- Minireena: dei piccoli animatroni dalla testa bianca, gli occhi gialli e l'espressione sorridente, alleate di Ballora. Esse si attivano durante la quarta notte, poco dopo la distruzione di Ballora con lo Scooper e dopo che Baby apre la maschera della tuta dove ha nascosto Michael. Esse cercheranno di ucciderlo arrampicandosi all'interno della tuta, e per tenerle a bada, il giocatore deve muoversi per farle cadere, ma allo stesso tempo deve riavvitare regolarmente le viti della tuta per evitare che ci possano entrare dentro.[20]
- Funtime Freddy e Bon-Bon: è un orso di colore bianco e viola, indossa un piccolo cappello a cilindro nero e tiene un microfono in mano.[18] Sulla mano destra porta Bon-Bon, un pupazzo da ventriloquo dall'aspetto molto simile a quello di Bonnie. Funtime Freddy si attiva durante la seconda notte, quando il protagonista tenta di riattivare l'elettricità dell'edificio tramite il pannello di controllo nella Breaker Room. L'animatrone tenta di aggredirlo mentre quello è distratto per riattivare i vari sistemi elettrici dell'edificio dal monitor dinnanzi a lui. Per evitare di essere ucciso dall'orso, Michael deve costantemente tenere d'occhio i suoi movimenti nella penombra e riportarlo nella propria postazione grazie alla voce sintetizzata di Bon-Bon che sprona il compagno a tornare a riposare. Nella terza notte, invece, avrà il compito di riparare un malfunzionamento di Funtime Freddy, e dovrà affrontare proprio il piccolo pupazzo che tenta di sfuggire ai tentativi del giocatore di premere un bottone sotto il suo papillon per evitare di essere disattivato. Se Michael impiega troppo tempo a premere il bottone sotto il suo fiocco, Bon-Bon lo ucciderà.[20] Nei progetti dell'animatrone si capisce che Funtime Freddy aveva la funzione di rapire i bambini alla stessa maniera di Baby: attirandoli con la voce e intrappolandoli nella cavità toracica per poi ucciderli istantaneamente. Inoltre la vera funzione di Bon-Bon viene rivelata essere quella di tenere d'occhio i genitori. È doppiato da Kellen Goff e da Becky Shrimpton per Bon-Bon.[17][23]
- Funtime Foxy: è una volpe di colore bianco e rosa con gli occhi gialli e una lunga coda.[18] Appare nella terza notte e darà la caccia al giocatore quando questo passa per il Funtime Auditorium dove riposa, per recarsi a riparare Funtime Freddy. La volpe si sposta molto velocemente e prova ad attaccare il giocatore quando questo avanza per la stanza al buio; Michael, dunque, per scongiurare l'assalto, deve avanzare con cautela per la sala e accendere con parsimonia il dispositivo di illuminazione per vedere dove si trova. Al termine della notte, il giocatore viene comunque aggredito dall'animatrone, che tuttavia non lo ucciderà, bensì permetterà a Baby di rapirlo e portarlo in salvo nascondendolo in una tuta.[20] Nei progetti dell'animatrone si viene a conoscenza di alcune capacità della volpe piuttosto bizzarre: Funtime Foxy è infatti capace di registrare e riprodurre le voci dei genitori in cerca dei loro figli e può inoltre diffondere un profumo per attirare i bambini.
- Ennard: è l'antagonista finale del gioco. È un endoscheletro con indosso una maschera da clown, ed è composto esclusivamente dagli endoscheletri degli animatroni sopracitati che verranno distrutti nella Scooping Room. Si attiva durante la quinta notte, seguendo il giocatore e uccidendolo se fa errori. Nel finale vero, conduce il protagonista con l'inganno nella Scooping Room per ucciderlo, sventrarlo ed impossessarsi del suo corpo, così da poter scappare dall'edificio fingendo di essere un umano. Negli eventi del finale alternativo, quando Michael decide di ignorare le istruzioni di Baby e si recherà nella Private Room, l'animatrone tenterà di infiltrarsi per tutta la notte lì per ucciderlo.[20] È stato dimostrato essere capace di imitare le voci di tutti gli animatroni di cui è composto, ed è proprio con l'imitare la voce di Baby che inganna il giocatore e lo uccide nel finale vero.
- Lolbit: è una versione ricolorata di Funtime Foxy apparsa per la prima volta in FNaF World. Appare nel gioco principale come easter egg, ma diventa un nemico ufficiale nell'aggiornamento della Custom Night.[20]
- Yenndo: è un endoscheletro dalle fattezze simile a Funtime Freddy, con occhi gialli. Appare raramente nel Funtime Auditorium al posto di Funtime Foxy, è un nemico ufficiale nell'aggiornamento della Custom Night.[20]
- Funtime Bonnie: antagonista segreto e membro dei Funtime.[20]
- Funtime Chica: antagonista segreta e membra dei Funtime.[20]
- Funtime Fredbear: antagonista segreto e membro dei Funtime.

## Sviluppo
Five Nights at Freddy's: Sister Location venne annunciato in un teaser pubblicato da Scott Cawthon sul proprio sito il 23 aprile 2016, in cui compare il viso di Circus Baby con sopra il titolo del gioco e una tag-line che recita "there was never just one". Il 21 maggio Cawthon pubblicò sul suo canale YouTube un trailer ufficiale del gioco in cui presenta per la prima volta tutti gli animatroni e annuncia l'uscita del gioco per autunno. Verso la fine di agosto, venne resa pubblica dall'autore a data ufficiale d'uscita di Sister Location, previsto per il 7 ottobre 2016, assieme ad altre indiscrezioni, come la mappa dei luoghi con cui i giocatori avrebbero interagito.
Prima dell'uscita effettiva del gioco su Steam, Cawthon prese in giro e fuorviò i fan della serie, pubblicando dapprima verso metà agosto un'immagine che recitava che il titolo era stato cancellato a causa di "una fuga", riferendosi apparentemente alle numerose notizie che i fan più accaniti avevano fatto trapelare, tra le quali i file audio della voce di Ballora. Nella stessa immagine, con risoluzione e luminosità maggiore, è in realtà presente una serie di scritte a formare un articolo di giornale che annuncia la cancellazione della grande apertura del "Circus Baby's Pizza World", a causa di una fuga di gas e per strane attività durante la notte.

### Distribuzione
Five Nights at Freddy's: Sister Location è stato pubblicato il 7 ottobre 2016 per Microsoft Windows su Steam. Una versione per Android è stata pubblicata il 22 dicembre 2016, seguita da una per iOS il 3 gennaio 2017. La versione mobile è stata aggiornata nel corso del 2020 e diversi port per console sono stati pubblicati: il 10 luglio 2020 per Nintendo Switch e Xbox One, il 21 luglio per PlayStation 4.

### Contenuti aggiuntivi
A causa della difficoltà della quarta notte, l'autore pubblicò un aggiornamento poco dopo l'uscita per rendere più semplice. Venne pubblicato successivamente anche un contenuto scaricabile gratuito con all'interno la "Custom Night".

## Accoglienza
| Testata                              | Versione | Giudizio |
| ------------------------------------ | -------- | -------- |
| Metacritic (media al 27 giugno 2025) | PC       | 62/100   |
| Destructoid                          | PC       | 6/10     |
| Gamezebo                             | MOB      | 60/100   |
| GameCrate                            | PC       | 7,5/10   |

Five Nights at Freddy's: Sister Location ha ricevuto reazioni "miste o medie" su Metacritic. Su OpenCritic solo il 20% della critica ha consigliato il gioco. È stato comunque considerato un passo avanti significativo per il franchise, con Patricia Hernandez di Kotaku che lo ha definito "il videogioco (di Cawthon) più ambizioso mai pubblicato".
La meccaniche di gioco hanno ricevuto reazioni miste. Hernandez di Kotaku ha fatto notare soprattutto come il gioco abbia una guida che aiuta il giocatore a orientarsi e comprendere le meccaniche, invece che scoprirle da solo come nei titoli precedenti. Nic Rowen di Destructoid e William Hughes di The A.V. Club hanno elogiato la maggior mobilità e interazione, con Rowen che ha descritto i diversi compiti di Mike come "momenti fantastici e scenari veramente spaventosi". Tuttavia è stata criticata la difficoltà del gioco: alcuni l'hanno trovata troppo semplice, mentre altri molto difficile. Angelo M. D'Argenio di GameCrate ha affermato che ogni notte "sembra un tutorial a sé", pensando che vada a minare la difficoltà di gioco, che si avverte solo nei primi tentativi. Al contrario, Rowen ha sostenuto che nonostante "Sister Location mantenga le cose in movimento e offra emozioni fresche per tutta la 'settimana'", la difficoltà di certe parti renda il gioco meno avvincente. Specificatamente ha criticato la quarta notte, definendola un "blocca stradale massiccio", che secondo lui è stato pensato per allungare il gioco.
L'atmosfera del gioco è stata comunque elogiata, venendo soprattutto apprezzato la qualità del doppiaggio, D'Argenio di GameCrate ha pensato che il doppiaggio aumenti il fattore paura, affermando che "non sembrano più macchine della morte senza cervello. Sono intelligenti ora. Sanno chi sei e possono manipolarti". Anche Hughes di The A.V. Club e Andrew Middlemas di Metro sono d'accordo e hanno elogiato soprattutto il doppiaggio di Heather Masters per Circus Baby. Tuttavia la critica si è divisa riguardo l'umorismo. Anche se D'Argenio di GameCrate, Hughes di The A.V. Club., Hernandez di Kotaku e Middlemas di Metro hanno apprezzato l'umorismo, con il primo che ha pensato che aiuti a "calmare il giocatore così da ricevere un jumpscare più intenso"; Rowen di Destructoid ha trovato le battute ironiche di cattivo gusto, affermando che tolgono molto all'atmosfera e ha sospettato che sia stato aggiunto solo per vendere.